# Очковый карликовый тиранн
Очковый карликовый тиранн (лат. Zimmerius vilissimus) — вид птиц из семейства тиранновых. 
Ранее вид считался конспецифичным с Zimmerius parvus.
Встречается на юге Мексики, в Гватемале, Сальвадоре и на юге Белиза.
Держатся на высотах до 2600 м над уровнем моря.
Очень мелкая воробьинообразная птица. У взрослых особей половой диморфизм отсутствует. В кладке обычно два белых яйца. Обычно птиц видят по одной или в парах высоко на деревьях. Питаются растительной пищей и мелкими насекомыми.